# 필리페 하렐

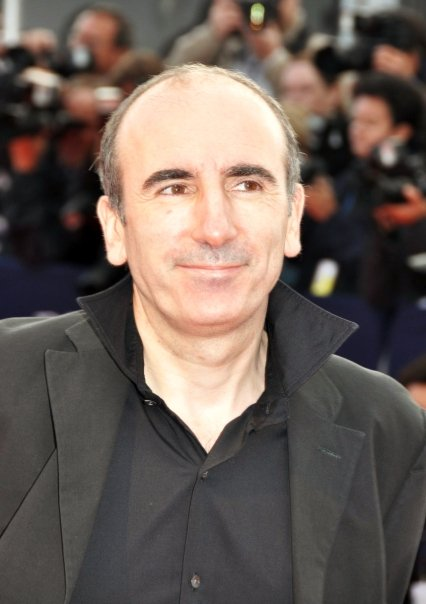

필리페 하렐(Philippe Harel, 1956년 12월 22일 ~ )은 프랑스의 배우, 영화 감독, 각본가이다.
파리에서 태어났당.

## 영화
- 섹스 러브 앤 테라피 (2014년) - 자크 역
- 등산객 2 (2008년)
- 웃어도 좋아 어차피 난 떠날테니 (2005년)
- 헬 오브 어 데이 (2001년)
- 비너스 보떼 (1999년)
- 등산객 (1997년)
- 방문 (1995년)